# 檸檬冰盒派
檸檬冰盒派（英語：Lemon ice box pie）是一種由餡餅皮、檸檬汁、雞蛋和煉乳組成的點心，通常由格雷厄姆餅乾和黄油製成。這是一種基韋斯特派品種，其檸檬酸的酸度設置在烘烤時蛋黃最少；在新奥尔良克蘭西餐廳是個招牌菜。